# Delirium (álbum de Ellie Goulding)
Delirium (en español: Delirio) es el tercer álbum de estudio de la cantante inglesa Ellie Goulding. Fue lanzado el 6 de noviembre de 2015 mediante la discográfica Polydor Records, debutando en el #3 en los UK Albums Chart y Billboard 200, siendo la posición del álbum más alta de Goulding y mayores ventas de su primera semana del álbum. Su sencillo líder es «On My Mind» lanzado el 17 de septiembre de 2015.

## Antecedentes y desarrollo
En una entrevista con el diario británico The Sun, Ellie Goulding anunció que el álbum podría estar inspirado en la naturaleza,no al amor, debido a que se le pasaba viendo documentales sobre la naturaleza especialmente a David Attenborough. Esto también fue demostrado en una entrevista para VIBE diciendo que quería escribir acerca de ser realmente inspirado en Kate Bush más recientemente. También dijo que sus canciones y álbumes tienen mucho que ver acerca de elementos sobre relaciones y rupturas que ha sentido para completar el álbum de una manera completamente diferente.
También dijo que durante su gira de The Halcyon Days Tour, que espera escribir sus nuevas canciones para el disco, pero no tiene idea de cuándo se producirá el nuevo álbum. También mencionó que álbum trataría de un tema específico, no sólo un montón aleatoria de las canciones fuertes como le dijo a Billboard.
Cuando Goulding realizó en el Summer Sonic 2014 en Tokio, el 17 de agosto de 2014, tenía una entrevista y dijo que ella acababa de empezar a escribir su tercer álbum de estudio aunque en septiembre de 2014 dijo, en una entrevista de Vibe, que no se sentía lista para escribirlo aún. También dijo para Vibe que se sentía emocionada de llevar ropa cómoda cuando se mete en el estudio para grabar en lugar de su gira, festival o ropas ceremoniales.
El 30 de septiembre de 2014, Ellie anunció que estaba de vuelta en el estudio.
Digital Spy habló con ella durante el evento musical Bacardí Triangle en Puerto Rico y dio detalles del próximo proyecto. Ella dijo:

«Es un poco difícil de decir en este momento. He hecho un par de canciones con las que estoy muy, muy feliz.¡ Yo como que no quiero acabar tan pronto! Me siento como si me pongo a hablar por eso ahora, lo voy a poner en mi propia cabeza y va a afectar el proceso. estoy muy entusiasmada con la dirección que estoy tomando. Creo que es fácil de hacer algo nuevo y loco, pero yo realmente no quiero pensar demasiado cuando lo consigo en el estudio. Puedo empezar un montón de cosas en la guitarra y siempre tener a alguien que toca el piano conmigo.»
Ellie Goulding para Digital Spy en la entrevista Bacardí Traingule

## Sencillos
- «On My Mind» fue lanzado como el primer sencillo del álbum el 17 de septiembre de 2015. La canción recibió muchas críticas positivas, siendo top 10 en Australia, Canadá y Nueva Zelanda, y número 13 en Billboard Hot 100
- «Army» fue enviado a las radios de Inglaterra, el 9 de enero de 2016 como segundo sencillo del álbum.  Fue lanzada como audio en Youtube y como sencillo promocional, disponible con el pedido anticipado del álbum. Más tarde Goulding haría de este el segundo sencillo oficial del álbum, cuyo video fue lanzado el 14 de enero en su canal oficial de YouTube.
- «Something in the Way You Move» causó impacto como hit de radio en Estados Unidos el 19 de enero de 2016 y se convirtió en el segundo sencillo de Norteamérica. Fue lanzado originalmente como sencillo promocional del álbum, al principio fue lanzado el audio en YouTube y el 9 de octubre de 2015 fue lanzado un lyric video con fanes de la cantante bailando mientras aparecían letras en color lila y azul de la canción.
- «Keep On Dancin'» sería el cuarto sencillo oficial del álbum y se dio a conocer en primer lugar para ser lanzado en abril de 2016, sin embargo, se retrasó hasta junio, debido a razones desconocidas. Entonces se anunció a tener una nueva versión de la canción junto con su estreno en junio en la radios sin embargo los planes fueron suspendidos debido posiblemente al lanzamiento de «Still Falling For You»

### Otras canciones
«Lost and Found» fue lanzado el 23 de octubre de 2015 como sencillo promocional de Delirium. Una semana antes del lanzamiento del álbum, varios estaciones de radio promocionaron diferentes canciones del álbum. «Don't Panic» fue promocionado en el show de BBC Radio 2 de Graham Norton el 31 de octubre de 2015, mientras «Keep On Dancin'» debutó en el show de BBC Radio 1 de Annie Mac el 2 de noviembre de 2015.
La versión estándar del álbum incluye el hit mundial «Love Me Like You Do», que fue lanzado originalmente para la banda sonora de la película 50 sombras de Grey. La versión de lujo incluye la colaboración con el DJ Calvin Harris, «Outside», originalmente lanzado como sencillo del álbum de Harris, Motion.

## Comercial
Delirium debutó en el número 3 en UK Albums Chart, y en el número uno en UK Download Chart vendiendo 38 429 copias en su primera semana, la mejor venta de Goulding en la primera semana en toda su carrera. En Australia, Delirium ocupó el puesto 3, convirtiéndose en su segundo álbum en entrar en el Top 10 y su más grande debut en ese país.
En los Estados Unidos, el álbum debutó en el número 3 con 61 000 unidades (42 000 son ventas tradicionales), dándole a Goulding el mejor debut de su carrera.

## Recepción de las críticas
Delirium recibió críticas generalmente positivas de los críticos de música. En Metacritic, el álbum recibió una puntuación media de 70, basado en 15 revisiones, lo que indica «críticas generalmente favorables». Peter Robinson de Q comentó que el álbum «Parece disfrutar romper los límites del pop, y seis años en su carrera se siente como el verdadero primer momento de súper estrella de Goulding», al tiempo que observa que sus «letras matizadas de dirigir a Delirium lejos de la homogeneidad».
Michael Cragg de The Observer escribió que el álbum «va directamente a la yugular del pop, desencadenando un aluvión incesante de salchichas que casi siempre da en el clavo». Matt Collar de Allmusic opinó que es «la combinación inesperada y atractiva voz distintiva de Goulding y esa curva melismatica de R&B de las canciones en Delirium que hace que se escuche como éxtasis».

## Delirium World Tour
El Tour de Ellie Goulding constará de 70 actuaciones desde el 21 de enero hasta el 15 de julio de 2016.
| Fechas del Tour       | Fechas del Tour  | Fechas del Tour | Fechas del Tour            |
| Fecha                 | Ciudad           | País            | Lugar                      |
| Europa                | Europa           | Europa          | Europa                     |
| --------------------- | ---------------- | --------------- | -------------------------- |
| 21 de enero de 2016   | Hamburg          | Alemania        | Barclaycard Arena          |
| 22 de enero de 2016   | Berlín           | Alemania        | Max-Schmeling-Halle        |
| 23 de enero de 2016   | Warsaw           | Polonia         | Torwar Hall                |
| 25 de enero de 2016   | Frankfurt        | Alemania        | Jahrhunderthalle Frankfurt |
| 26 de enero de 2016   | Ámsterdam        | Países Bajos    | Ziggo Dome                 |
| 27 de enero de 2016   | Stuttgart        | Alemania        | Porsche Arena              |
| 29 de enero de 2016   | Vienna           | Austria         | Wiener Stadthalle          |
| 30 de enero de 2016   | Prague           | República Checa | The O2 Arena               |
| 1 de febrero de 2016  | Milán            | Italia          | Mediolanum Forum           |
| 2 de febrero de 2016  | Munich           | Alemania        | Olympiahalle Munich        |
| 5 de febrero de 2016  | Barcelona        | España          | St. Jordi Club             |
| 6 de febrero de 2016  | Madrid           | España          | Palacio Vistalegre Arena   |
| 9 de febrero de 2016  | Antwerp          | Bélgica         | Sportpaleis                |
| 25 de febrero de 2016 | París            | Francia         | Zénith de Paris            |
| 26 de febrero de 2016 | Oberhausen       | Alemania        | König Pilsener Arena       |
| 28 de febrero de 2016 | Zürich           | Suiza           | Hallenstadion              |
| 29 de febrero de 2016 | Esch Sur Alzette | Luxemburgo      | Rockhal                    |
| 3 de marzo de 2016    | Estocolmo        | Suecia          | Ericsson Globe             |
| 4 de marzo de 2016    | Oslo             | Noruega         | Telenor Arena              |
| 5 de marzo de 2016    | Copenhague       | Dinamarca       | Forum Copenhagen           |
| 8 de marzo de 2016    | Cardiff          | Gales           | Motorpoint Arena           |
| 10 de marzo de 2016   | Liverpool        | Inglaterra      | Liverpool Echo Arena       |
| 12 de marzo de 2016   | Sheffield        | Inglaterra      | Sheffield Arena            |
| 13 de marzo de 2016   | Nottingham       | Inglaterra      | Capital FM Arena           |
| 15 de marzo de 2016   | Leeds            | Inglaterra      | First Direct Arena         |
| 16 de marzo de 2016   | Newcastle        | Inglaterra      | Metro Radio Arena          |
| 18 de marzo de 2016   | Glasgow          | Escocia         | The SSE Hydro              |
| 19 de marzo de 2016   | Manchester       | Inglaterra      | Manchester Arena           |
| 21 de marzo de 2016   | Birmingham       | Inglaterra      | Barclaycard Arena          |
| 24 de marzo de 2016   | Londres          | Inglaterra      | The O2 Arena               |
| 25 de marzo de 2016   | Londres          | Inglaterra      | The O2 Arena               |

## Lista de canciones
| Edición Estándar |                                 |                                                                         |                                                   |          |  |
| N.º              | Título                          | Escritor(es)                                                            | Producer(s)                                       | Duración |  |
| 1.               | «Intro (Delirium)»              | Goulding                                                                | Kearns Ketley                                     | 1:54     |  |
| 2.               | «Aftertaste»                    | Goulding                                                                | Kurstin                                           | 3:46     |  |
| 3.               | «Something in the Way You Move» | Goulding                                                                |                                                   | 3:47     |  |
| 4.               | «Keep On Dancin'»               | Goulding                                                                | Tedder Zancanella Anders Kjær [a] Synthomania [a] | 3:46     |  |
| 5.               | «On My Mind»                    | Goulding Max Martin Savan Kotecha                                       | Martin Ilya                                       | 3:33     |  |
| 6.               | «Around U»                      | Goulding Fred Gibson Tristan Landymore Joe Janiak                       | Kurstin Fred [a] Kearns [b]                       | 3:17     |  |
| 7.               | «Codes»                         | Goulding Martin Kotecha Salmanzadeh                                     | Ilya                                              | 3:16     |  |
| 8.               | «Holding On for Life»           | Kurstin Goulding Maureen "Mozella" McDonald                             | Kurstin                                           | 4:15     |  |
| 9.               | «Love Me like You Do»           | Martin Kotecha Salmanzadeh Ali Payami Tove Nilsson                      | Martin Payami                                     | 4:12     |  |
| 10.              | «Don't Need Nobody»             | Goulding Kotecha Peter Svensson Ludvig Söderberg Jakob Jerlström Martin | Svensson The Struts                               | 3:33     |  |
| 11.              | «Don't Panic»                   | Goulding Kurstin McDonald                                               | Kurstin                                           | 3:16     |  |
| 12.              | «We Can't Move to This»         | Goulding Fred Gibson Alex Gibson Kurstin McDonald                       | F. Gibson Kurstin [a] [b]                         | 3:28     |  |
| 13.              | «Army»                          | Goulding Martin Kotecha Payami                                          | Martin Payami                                     | 3:57     |  |
| 14.              | «Lost and Found»                | Goulding Carl Falk Martin Laleh Pourkarim Joakim Berg                   | Falk Martin Kristian Lundin [a] [b]               | 3:39     |  |
| 15.              | «Devotion»                      | Goulding Klas Åhlund Payami Stephen Wrabel                              | Åhlund Payami                                     | 3:46     |  |
| 16.              | «Scream It Out»                 | Goulding Jim Eliot                                                      | Kurstin Eliot [b] Kearns [b]                      | 3:09     |  |

| Edición De lujo |                                              |                                    |                            |          |  |
| N.º             | Título                                       | Escritor(es)                       | Productor(s)               | Duración |  |
| 17.             | «The Greatest»                               | Joel Little Goulding               | Little                     | 3:31     |  |
| 18.             | «I Do What I Love»                           | Goulding Pourkarim                 | Pourkarim                  | 2:51     |  |
| 19.             | «Paradise»                                   | Goulding Little                    | Kurstin Little [a]         | 3:44     |  |
| 20.             | «Winner»                                     | Goulding Pourkarim                 | Pourkarim Gustaf Thörn [c] | 3:20     |  |
| 21.             | «Heal»                                       | Goulding Guy Lawrence James Napier | Lawrence Jimmy Napes       | 4:52     |  |
| 22.             | «Outside» (Calvin Harris con Ellie Goulding) | Calvin Harris Goulding             | Harris                     | 3:47     |  |

| Edición De lujo para Norteamérica |                                                            |                             |          |  |
| N.º                               | Título                                                     | Productor(s)                | Duración |  |
| 23.                               | «Powerful» (Major Lazer con Ellie Goulding y Tarrus Riley) | Major Lazer Picard Brothers | 3:25     |  |
| 82:01                             |                                                            |                             |          |  |

| Disco 2 deTarget |                                                            |                                            |                             |          |  |
| N.º              | Título                                                     | Escritor(es)                               | Producer(s)                 | Duración |  |
| 1.               | «The Greatest»                                             | Joel Little Goulding                       | Little                      | 3:31     |  |
| 2.               | «I Do What I Love»                                         | Goulding Pourkarim                         | Pourkarim                   | 2:51     |  |
| 3.               | «Paradise»                                                 | Goulding Little                            | Kurstin Little [a]          | 3:44     |  |
| 4.               | «Winner»                                                   | Goulding Pourkarim                         | Pourkarim Gustaf Thörn [c]  | 3:20     |  |
| 5.               | «Heal»                                                     | Goulding Guy Lawrence James Napier         | Lawrence Jimmy Napes        | 4:52     |  |
| 6.               | «Outside» (Calvin Harris featuring Ellie Goulding)         | Calvin Harris Goulding                     | Harris                      | 3:47     |  |
| 7.               | «Powerful» (Major Lazer con Ellie Goulding y Tarrus Riley) | Pentz M. Picard C. Picard Juber Hall Riley | Major Lazer Picard Brothers | 3:26     |  |
| 8.               | «Let It Die»                                               | Goulding                                   | Joe Kearns                  | 3:11     |  |
| 9.               | «Two Years Ago»                                            | Goulding Eliot                             | Eliot                       | 5:01     |  |
| 34:03            |                                                            |                                            |                             |          |  |

Notas
- [a]. Significa un productor adicional.
- [b]. Significa un coproductor.
- [c]. Significa un asistente de productor.

## Posicionamiento
| Lista (2015–16)                     | Mejor posición |
| ----------------------------------- | -------------- |
| Australia (ARIA)                    | 3              |
| Austria (Ö3 Austria)                | 5              |
| Bélgica (Ultratop flamenca)         | 1              |
| Bélgica (Ultratop valona)           | 16             |
| Canadá (Billboard Canadian Albums)  | 2              |
| Czech Albums (ČNS IFPI)             | 9              |
| Dinamarca (Hitlisten)               | 12             |
| Países Bajos (Album Top 100)        | 11             |
| Finlandia (Suomen Virallinen Lista) | 24             |
| Francia (SNEP)                      | 34             |
| Irlanda (IRMA)                      | 2              |
| Italia (FIMI)                       | 22             |
| Nueva Zelanda (Recorded Music NZ)   | 4              |
| Noruega (VG-lista)                  | 9              |
| Polonia (ZPAV)                      | 30             |
| Portugal (AFP)                      | 19             |
| España (PROMUSICAE)                 | 25             |
| Suecia (Sverigetopplistan)          | 7              |
| Suiza (Schweizer Hitparade)         | 5              |
| Reino Unido (UK Albums Chart)       | 3              |
| Estados Unidos (Billboard 200)      | 3              |

| Lista (2015)                       | Posición |
| ---------------------------------- | -------- |
| Belgian Albums (Ultratop Flanders) | 79       |
| UK Albums (OCC)                    | 34       |

## Certificaciones
| Territorio     | Organismo certificador | Certificación | Ventas certificadas | Ref.   |        |        |        |        |
| Europa         | Europa                 | Europa        | Europa              | Europa | Europa | Europa | Europa | Europa |
| -------------- | ---------------------- | ------------- | ------------------- | ------ | ------ | ------ | ------ | ------ |
| Noruega        | IFPI Noruega           | Platino       | 30 000              | [ 41 ] |        |        |        |        |
| Polonia        | ZPAV                   | 2× Platino    | 40 000              | [ 42 ] |        |        |        |        |
| Reino Unido    | BPI                    | Platino       | 300 000 +           | [ 43 ] |        |        |        |        |
| Estados Unidos | RIAA Estados Unidos    | Platino       | 1 000               | [ 44 ] |        |        |        |        |
| Austria        | IFPI Austria           | Platino       | 15 000              | [ 45 ] |        |        |        |        |
| América        |                        |               |                     |        |        |        |        |        |
| Brasil         | ABPD                   | 2× Platino    | 80 000              | [ 46 ] |        |        |        |        |
| México         | AMPROFON               | Platino + Oro | 90 000              | [ 47 ] |        |        |        |        |